# Transmisión síncrona
La transmisión síncrona es una técnica que consiste en el enviar una trama de datos (conjunto de caracteres) que configura un bloque de información comenzando con un conjunto de bits de sincronismo (SYN) y terminando con otro conjunto de bits de final de bloque (ETB). En este caso, los bits de sincronismo tienen la función de sincronizar los relojes existentes tanto en el emisor como en el receptor, de tal forma que estos controlan la duración de cada bit y carácter.
Dicha transmisión se realiza con un ritmo que se genera centralizadamente en la red y es el mismo para el emisor como para el receptor.  La información se transmite entre dos grupos, denominados delimitadores (8 bits).
Características
Los bloques a ser transmitidos tienen un tamaño que oscila entre 128 y 1,024 bytes. La señal de sincronismo en el extremo fuente, puede ser generada por el equipo terminal de datos o por el módem. Cuando se transmiten bloques de 1,024 bytes y se usan no más de 10 bytes de cabecera y terminación, el rendimiento de transmisión supera el 99 por 100. 
Ventajas
- Posee un alto rendimiento en la transmisión
- Son aptos para transmisiones de altas velocidades (iguales o mayores a 1,200 baudios de velocidad de modulación)
- El flujo de datos es más regular.

También llamada Transmisión Sincrónica. A todo el conjunto de bits y de datos se le denomina TRAMA.
Desventaja
- Los equipamientos son de tecnología más completa y de costos más altos